# (28863) 2000 JW65
2000 جاي دابليو 65 (ويعرف أيضًا باسم (28863) 2000 جاي دابليو 65 وفق تسمية الكوكب الصغير) (بالإنجليزية: 2000 JW65)‏ هو كويكب ضمن حزام الكويكبات؛ وترتيبه 28863 من حيث الاكتشاف.
اكتُشف هذا الجُرم الفلكي بواسطة بحث لنكولن عن الكويكبات القريبة من الأرض في 6 مايو 2000.

## وصلات خارجية
- (28863) 2000 JW65 في قاعدة بيانات مختبر الدفع النفاث لأجرام النظام الشمسي الصغيرة

- الاكتشاف · مخطط المدار ·  العناصر المدارية · المعلمات المادية

- (28863) 2000 JW65 على موقع ويكي سكاي: DSS2, SDSS, GALEX, IRAS, Hydrogen α, X-Ray, Astrophoto, Sky Map, Articles and images